# Lautertal (Oberfranken)
Lautertal este o comună aflată în districtul Coburg, landul Bavaria, Germania.